# Richard Somerville

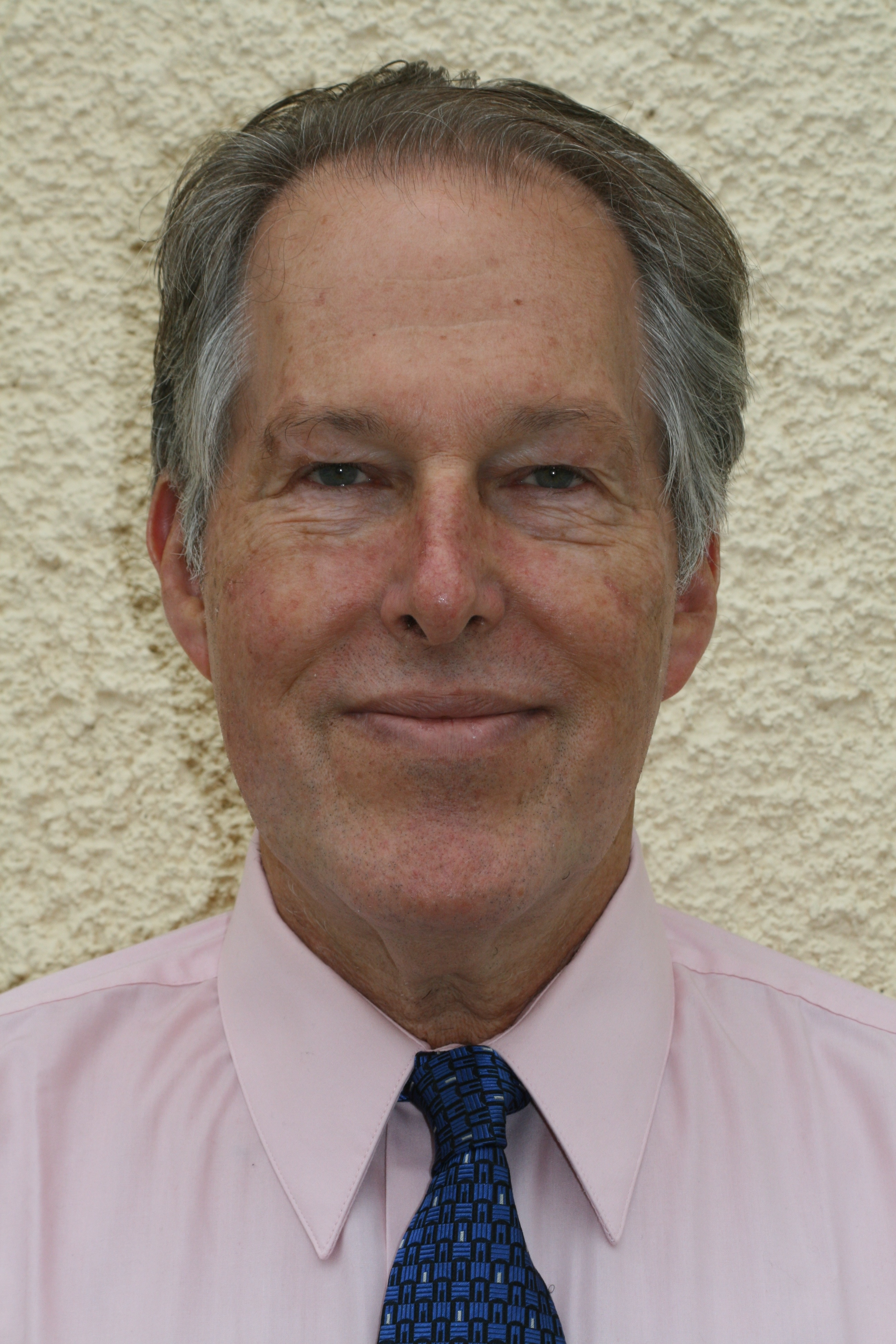
Richard Somerville

Richard C. J. Somerville (ur. 30 maja 1941 w Waszyngtonie) – amerykański fizyk atmosfery zajmujący się zmianami klimatu.

## Życiorys
Od 1979 był profesorem w Instytucie Oceanografii Scrippsów przy Uniwersytecie Kalifornijskim w San Diego. Formalnie przeszedł na emeryturę w 2007, ale nadal prowadzi działalność naukową, między innymi w Centrum Wieloskalowego Modelowania Procesów Atmosferycznych (Center for Multiscale Modeling of Atmospheric Processes).
W 1961 ukończył studia na wydziale meteorologii Uniwersytetu Stanu Pensylwania, a w 1966 uzyskał doktorat z meteorologii na Uniwersytecie Nowojorskim. Somerville jest fizykiem atmosfery zajmującym się komputerowymi symulacjami atmosfery i parametryzacjami procesów fizycznych (np. parametryzacja wymiany turbulencyjnej w atmosferze). Zajmował się badaniami fizyki chmur i ich roli w zmianach klimatu. Opublikował na ten temat i pokrewne tematy kilkadziesiąt artykułów w czasopismach naukowych. Pomiędzy 1974-1979 był liderem sekcji numerycznych prognoz pogody w Narodowym Centrum Badań Atmosfery w USA. Obecnie jego działalność koncentruje się na popularyzacji wiedzy z dziedziny zmian klimatu. Napisał popularnonaukową książkę, w której opisuje m.in. sposób działalności IPCC.
Somerville był jednym z głównych koordynatorów raportu IPCC AR4 Intergovernmental Panel on Climate Change i jednym z 26 autorów raportu klimatycznego wydanego przed konferencją w Kopenhadze w listopadzie 2009.